# Портсмут (Виргиния)
По́ртсмут (англ. Portsmouth) — город в регионе Хэмптон-Роудс в штате Виргиния, США. Портсмут является так называемым независимым городом, то есть административно не принадлежит ни к одному из округов штата.

## География
Город-порт Портсмут расположен в юго-восточной части Виргинии в месте впадения реки Элизабет в Атлантический океан. Высота центра — 6 метров над уровнем моря, общая площадь — 120,9 км², из которых 34,7 км² (ок. 29 %) занимают открытые водные пространства.
Максимальная температура в городе была зарегистрирована в 1980 году и составила 40,6°С, минимальная — -19,4°С в 1985 году.
В городе функционируют три высшие школы, несколько филиалов вузов.

## История
В 1620 году место, где ныне стоит Портсмут, приглянулось кораблестроителю Джону Вуду, который вскоре построил здесь первые верфи. В 1752 году состоятельный торговец и судовладелец Уильям Кроуфорд официально основал город (town), названный в честь английского Портсмута. Первоначально он состоял из двух улиц, Хай- и Корт-стрит, концы которых ограничивали суд, тюрьма, рынок и церковь. В 1767 году в городе была основана военно-морская верфь Norfolk Naval Shipyard, которая ныне является старейшим, самым большим и наиболее многопрофильным предприятием, принадлежащим военно-морскому флоту США. При этом военно-морская верфь с названием «Портсмут» находится в другом штате.
В 1855 году по городу прошлась жёлтая лихорадка, убив каждого третьего жителя Портсмута. В 1858 году Портсмут получил статус независимого города (от округа Норфолк, ныне не существующего, административным центром которого он был до 1963 года).
С 1991 года в Портсмуте ежегодно проходит фестиваль афроамериканской культуры Umoja.

## Достопримечательности
- Монумент Конфедерации (Confederate Monument)
- Сухой док № 1 (Drydock Number One)
- Маяк (Lightship Portsmouth)
- Военно-морской медицинский центр (Naval Medical Center)
- За́мок Питиан (Pythian Castle)
- Начальная школа Ши-Террейс (англ. Shea Terrace Elementary School)
- Католическая церковь Святого Павла (St. Paul's Catholic Church)
- Детский музей[6]
- Художественно-культурный центр, расположенный в здании бывшего суда (постройки 1846 года)[7]
- Зал славы спорта Виргинии[8]

## Демография
Портсмут является девятым городом Виргинии по количеству жителей, с конца 1950-х до начала 2000-х годов имел население более 100 000 человек, по переписи 2010 года — 95 535 жителей; по переписи 2020 года — 97 840 жителей.
Расовый состав (2010)
- афроамериканцы — 53,3 %
- белые — 41,6 %
- азиаты — 1,1 %
- коренные американцы — 0,4 %
- уроженцы тихоокеанских островов или Гавайев — 0,1 %
- прочие расы — 1,0 %
- смешанные расы — 2,5 %
- латиноамериканцы (любой расы) — 3,1 %